# Филатов, Андрей Сергеевич
Андрей Сергеевич Филатов (род. 1 июня 1973, Курск, Курская область, РСФСР, СССР) — российский политический деятель и предприниматель, бывший глава города Сургута. Бывший вице-губернатор и депутат законодательного собрания Югры.

## Биография
Родился 1 июня 1973 года в Курске. Отучившись 8 классов, переехал в Лангепас в 1988 году. С 1991-го работал слесарем четвёртого разряда, в это же время получал среднее специальное, а затем и высшее образование.
В Лангепасе занимался предпринимательской деятельностью в 1992—2011 годах. В 2011—2012 годах — директор по развитию ООО «СтройГрупп».
В 2006 году был избран депутатом городской Думы города Лангепаса четвертого созыва от партии «Справедливая Россия». В 2011—2012 годах — депутат городской Думы города Лангепаса пятого созыва, заместитель председателя Думы города Лангепаса.
В 2012—2013 годах был председателем комитета по бюджету, финансам и налоговой политике Думы Югры. В 2013—2015 годах — заместитель губернатора Югры. В 2019—2021 годах занимал пост председателя наблюдательного совета ЮТэйр.
В 2021 году был избран мэром города Сургута в результате конкурса, получив 20 голосов окружных депутатов из 22. Эти выборы прошли в несколько туров из-за скандала с регистрацией конкурсантов.
22 апреля 2024 г. объявил о своей отставке. 26 апреля 2024 г. Дума Сургута приняла его отставку.
27 апреля 2024 г. назначен советником губернатора ХМАО-Югры.
5 ноября 2024 г. задержан по подозрению в коррупции. После более месяца прибывания в СИЗО, переведен под домашний арест.